# لوئیجی لوسیانی (بازیکن فوتبال)
لوئیجی لوسیانی (انگلیسی: Luigi Luciani؛ زادهٔ ۳۰ ژانویهٔ ۱۹۹۶) بازیکن فوتبال است.
از باشگاه‌هایی که در آن بازی کرده‌است می‌توان به باشگاه فوتبال ونتزیا اشاره کرد.
وی همچنین در تیم‌های ملی فوتبال زیر ۱۶ سال ایتالیا و زیر ۱۷ سال ایتالیا بازی کرده‌است.